# Triangle de Nagel

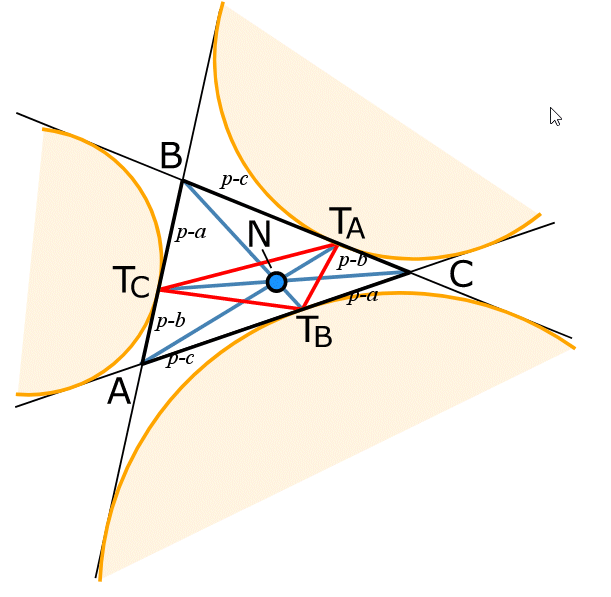

En géométrie euclidienne, le triangle de Nagel ou triangle cotangent d'un triangle est le triangle dont les sommets sont les points de contact des cercles exinscrits avec les côtés.

## Coordonnées des sommets
Les distances des points de contact aux sommets sont indiquées sur la figure, avec {\displaystyle a,b,c} les longueurs des côtés et {\displaystyle p} le demi-périmètre .
Autrement dit, les coordonnées barycentriques du sommet {\displaystyle T_{A}} sur le côté {\displaystyle [BC]} sont {\displaystyle (0:p-b:p-c)}.  On obtient les autres par permutations.

## Éléments associés
Les céviennes joignant les sommets du triangle aux points de contact des cercles exinscrits avec les côtés concourent au point de Nagel {\displaystyle N}. 
De plus, elles séparent le périmètre du triangle en deux parties de même longueur égale à {\displaystyle p}, d'où leur nom de séparatrices (splitter en anglais). 
Le cercle circonscrit du triangle de Nagel d'un triangle est le cercle de Mandart du triangle. L'ellipse tangente aux côtés du triangle et passant par les trois sommets du triangle de Nagel est appelée ellipse de Mandart.

## Aire
L'aire du triangle de Nagel est :
{\displaystyle S_{N}=S{\frac {2r^{2}p}{abc}}}
où S et r sont respectivement l'aire et le rayon du cercle inscrit.
Elle est égale à l'aire du triangle de Gergonne, qui, lui, a pour sommets les points de contact du cercle inscrit .